# Pilularia bokkeveldensis
Pilularia bokkeveldensis är en klöverbräkenväxtart som beskrevs av N. R. Crouch. Pilularia bokkeveldensis ingår i släktet Pilularia och familjen Marsileaceae. Inga underarter finns listade.